# 핫토리 료이치
핫토리 료이치(일본어: 服部 良一, はっとり りょういち, 1907년 10월 1일 ~ 1993년 1월 30일)는 일본의 작곡가이다.
1936년 컬럼비아 레코드의 전속 작곡가가 된 뒤부터 많은 노래들을 작곡했다. 특히 제2차 세계 대전 종전 이후에 발표한 재즈 장르의 노래들은 일본에서 재즈 열풍을 일으켰다. 그가 작곡했던 노래를 부른 가수로는 야마구치 요시코, 후지야마 이치로, 아와야 노리코, 가사기 시즈코, 이치마루 등이 있다. 1993년 1월 30일 호흡 부전으로 인해 향년 85세를 일기로 사망했으며 사후 일본 정부로부터 국민영예상을 추서받았다.